# Marañónstekelstaart
De marañónstekelstaart (Synallaxis maranonica) is een zangvogel uit de familie Furnariidae (ovenvogels). Het is een ernstig bedreigde, endemische vogelsoort in een gebied op de grens tussen Ecuador en Peru.

## Kenmerken
De vogel is 15,5 cm lang. De vogel is op buik en borst egaal grijs, met wat witte streepjes op de kin. Van boven is de vogel olijfkleurig bruin.

## Verspreiding en leefgebied
Deze soort komt voor in zuidelijk Ecuador en noordelijk Peru in het stroomgebied van de Marañón in de regio Cajamarca en het zuiden van de Ecuadoriaanse provincie Zamora-Chinchipe. Het leefgebied is dicht struikgewas langs rivieren en langs de randen van natuurlijk bos op 450 tot 1800 m boven zeeniveau.

## Status
De marañónstekelstaart heeft een beperkt verspreidingsgebied en daardoor is de kans op uitsterven aanwezig. De grootte van de populatie werd in 2016 door BirdLife International geschat op 6 tot 15 duizend individuen en de populatie-aantallen nemen af door habitatverlies. Het leefgebied wordt aangetast door ontbossing waarbij natuurlijk bos wordt omgezet in gebied voor agrarisch gebruik zoals beweiding of de aanleg van oliepalmplantages. Om deze redenen staat deze soort als ernstig bedreigd (kritiek) op de Rode Lijst van de IUCN.